# Telioneura approximans
Telioneura approximans là một loài bướm đêm thuộc phân họ Arctiinae, họ Erebidae.